# Borovice na hrázi rybníka Držník
Památná borovice u rybníka Držník nazývaná též Hradčanská borovice je památný strom rostoucí na jihozápadní části hráze rybníka Držník v PR Hradčanské rybníky.
Borovice požívá ochrany od roku 2007 jako významná dominanta. Měřený obvod kmene v roce 2007 činil 305 centimetrů a výška činila 20 m.

## Fotogalerie

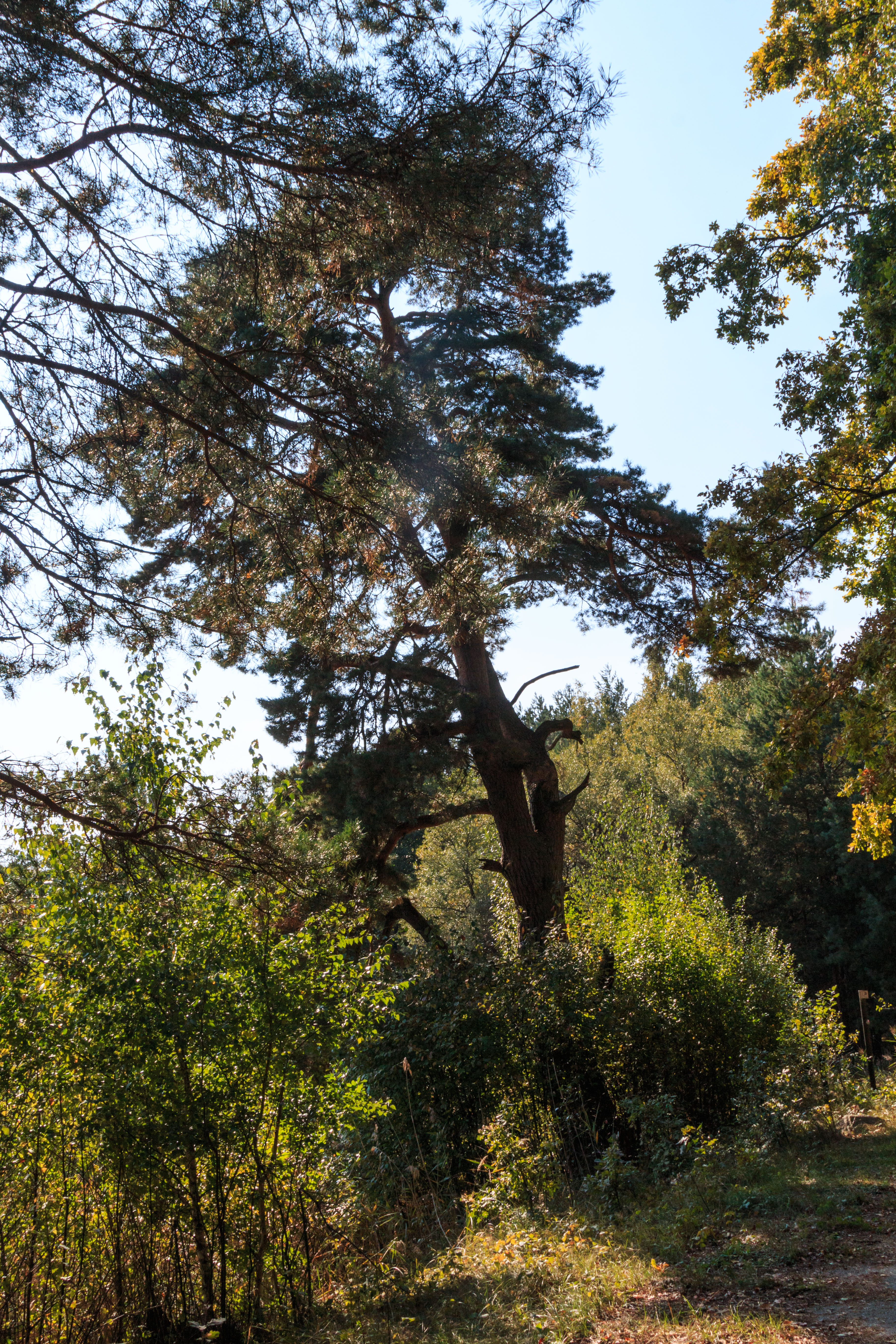
Památná borovice u rybníka Držník
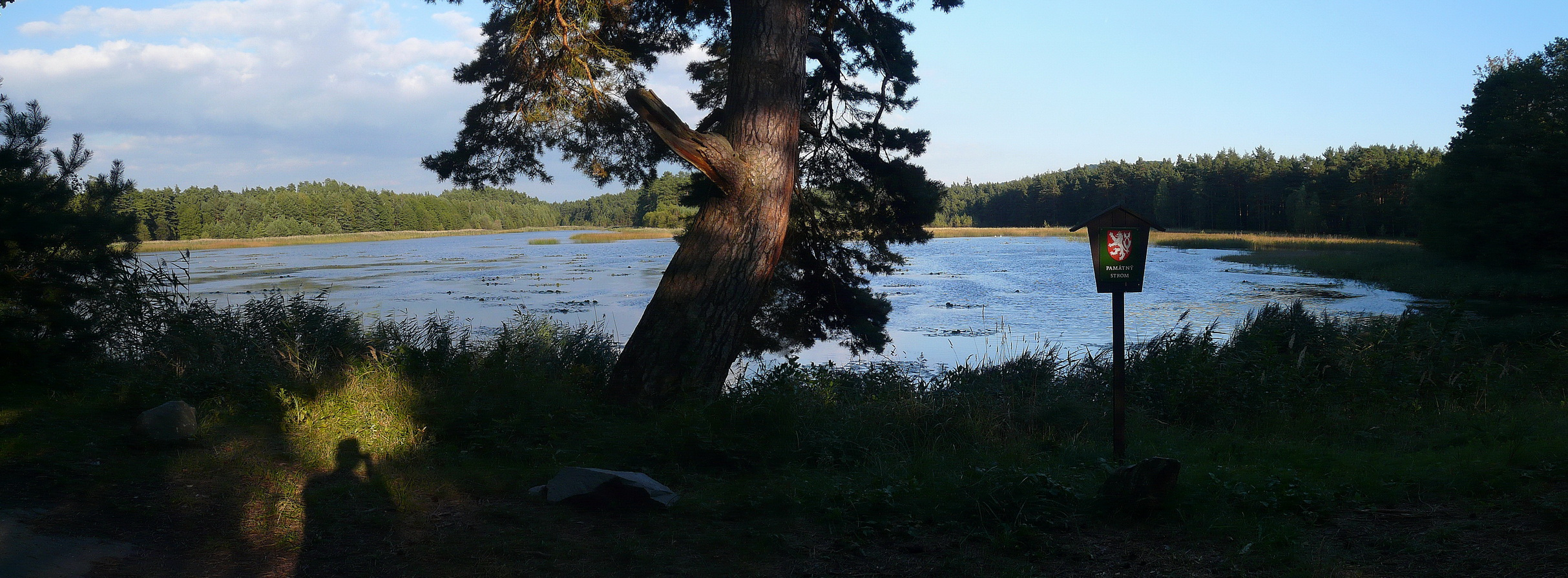
Památná borovice u rybníka Držník